# Meloderma
Meloderma Darker – rodzaj grzybów z rodziny łuszczeńcowatych (Rhytismataceae). W Polsce występuje Meloderma desmazieri powodująca osutkę wejmutki – grzybową chorobę sosny wejmutki i niektórych innych sosen.

## Systematyka i nazewnictwo
Pozycja w klasyfikacji według Index FungorumRhytismataceae, Rhytismatales, Leotiomycetidae, Leotiomycetes, Pezizomycotina, Ascomycota, Fungi.
Gatunki
- Meloderma armandii G.C. Zhao 2012
- Meloderma desmazieri (Duby) Darker 1967
- Meloderma dracophylli P.R. Johnst. 1988
- Meloderma richeae (Petr.) Parbery & Minter 1983
- Meloderma sharmarum P.F. Cannon & Minter 1986

Nazwy naukowe i wykaz gatunków według Index Fungorum.